# Kościół św. Mikołaja w Domaradzu
Kościół św. Mikołaja w Domaradzu – rzymskokatolicki kościół parafialny znajdujący się w miejscowości Domaradz należący do dekanatu Domaradz archidiecezji przemyskiej.
Jest to świątynia wzniesiona w 2 połowie XV wieku (około 1485 roku). W XVII wieku została dobudowana wieża i podcienia. Kościół był remontowany w XVIII wieku – została wtedy założona kamienna posadzka i wybudowano prospekt organowy. W 1878 roku świątynia została przebudowana – przedłużono nawę i wnętrze podzielono na trzy nawy. W 1906 roku została dobudowana kruchta i rozebrano podcienia. W 1936 roku Kościół był remontowany – zamieniono gont na blachę. Ponownie świątynia była remontowana w latach 60. XX wieku.
Jest to budowla drewniana, jednonawowa, posiadająca konstrukcję zrębową. Świątynia jest orientowana, wzniesiona w stylu późnogotyckim z drewna modrzewiowego i jodłowego. Składa się z mniejszego prezbiterium w stosunku do nawy, zamkniętego trójbocznie z boczną zakrystią i krucyfiksem z XVII wieku, znajdującym się na zewnątrz. Od frontu i z boku nawy znajdują się kruchty. Budowla posiada dach jednokalenicowy, pokryty blachą z wieżyczką na sygnaturkę. Jest ona zwieńczona blaszanym ostrosłupowym dachem hełmowym z latarnią. 

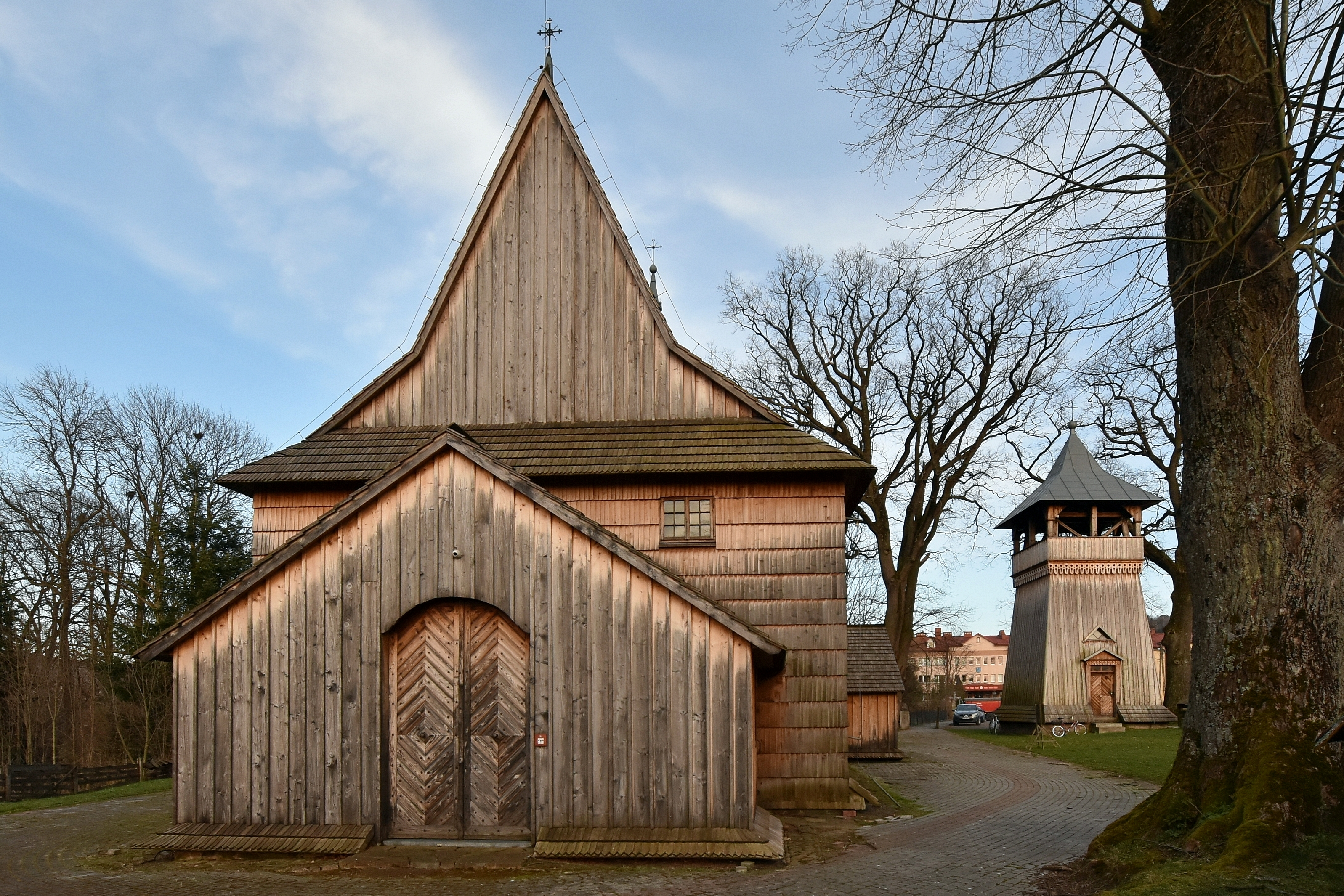
Elewacja frontowa
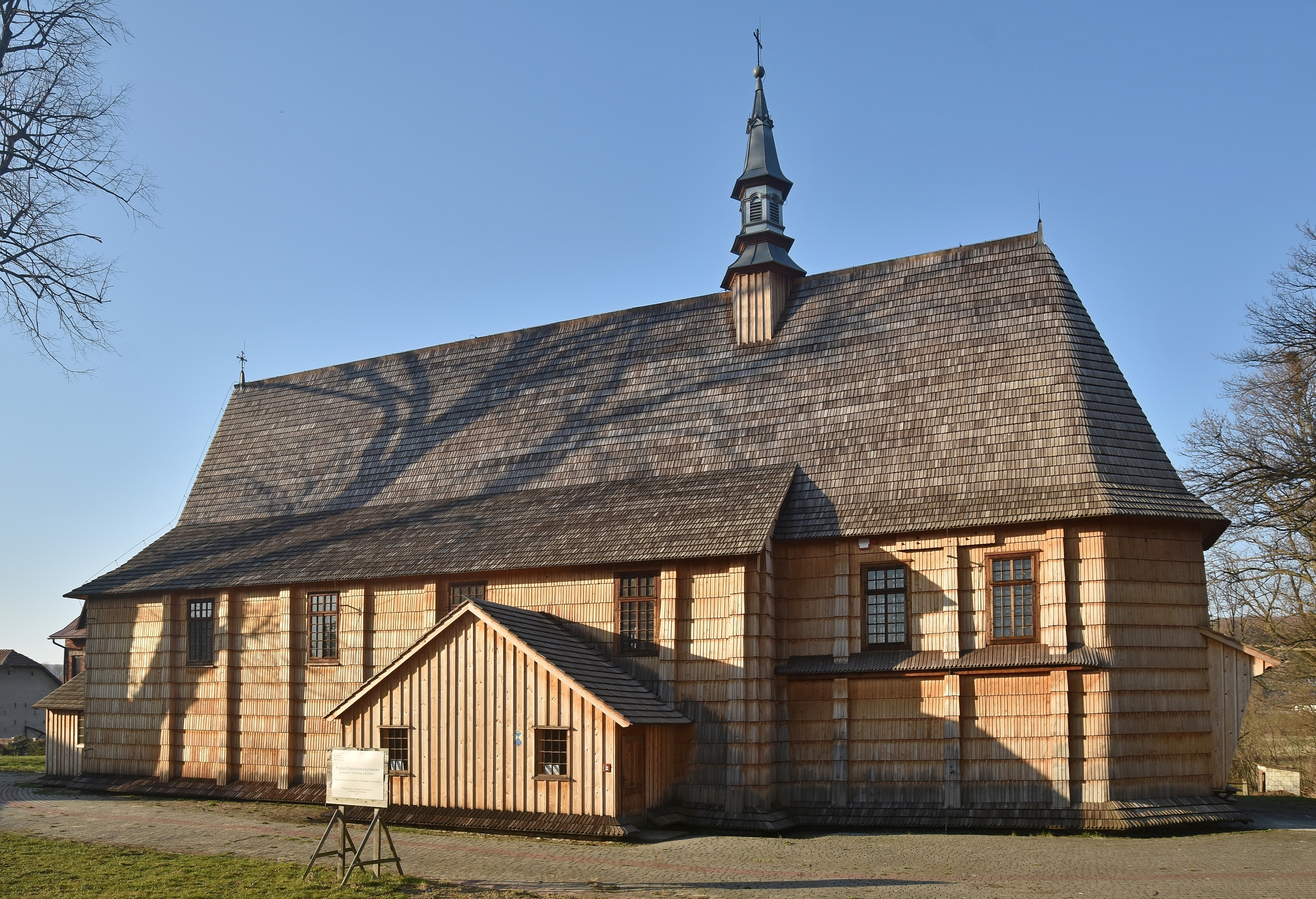
Elewacja boczna
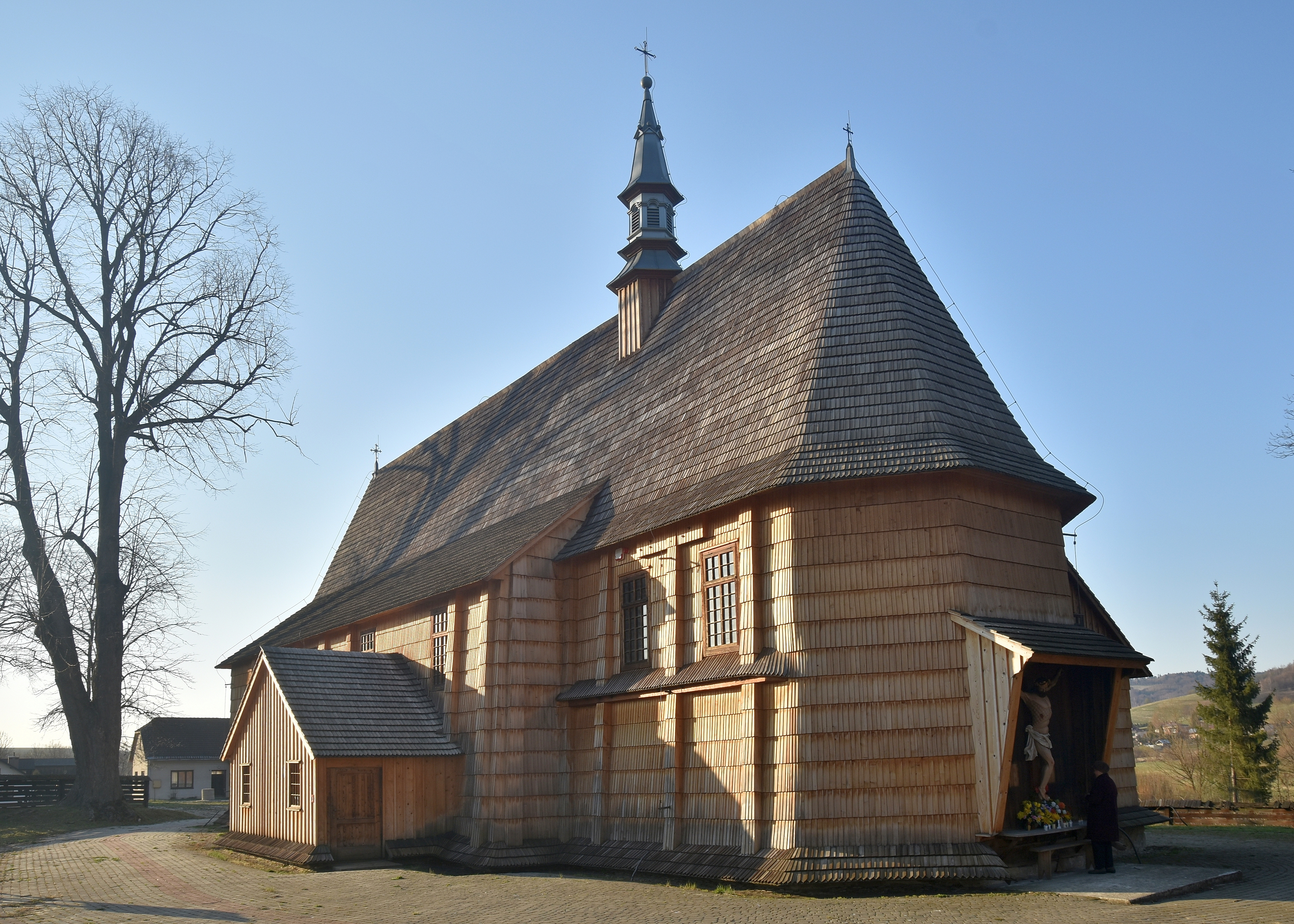
Widok od strony prezbiterium

Wnętrze nakryte jest stropami płaskimi podpartymi czterema słupami, natomiast chór muzyczny z organami jest podparty dwoma. Ściana tęczowa o prostokątnym wykroju posiada belkę tęczową na której znajduje się barokowy krucyfiks z XVIII wieku. Polichromia w stylu eklektycznym została wykonana w 1887 roku i przedstawia sklepienie niebieskie. Ołtarz główny w stylu eklektycznym został wykonany w 1912 roku. Ołtarze boczne i ambona reprezentują styl barokowy i zostały wykonane w 1 połowie XVII wieku. Konfesjonały w stylu późnobarokowym zostały wykonane w 2 połowie XVIII wieku Chrzcielnica kamienna, w stylu późnogotyckim pochodzi z końca XV wieku i posiada pokrywę drewnianą z ok. 1720 roku. Pod prezbiterium świątyni znajdują się krypty.